# SC Farense
SC Farense is een Portugese voetbalclub uit Faro, in de Algarve.

## Geschiedenis
Na vele jaren in de tweede klasse gespeeld te hebben degradeerde de club in 1965 naar de derde klasse en werd eind jaren zestig twee keer op rij kampioen waardoor voor het eerst de hoogste klasse bereikt werd. Daar speelde de club zes seizoenen, de hoogste bereikte plaats was de zevende.
In de jaren 80 speelde de club afwisselend in de eerste en tweede klasse. Begin jaren 90 begon het tij te keren en werden hogere plaatsen behaald, zesde in '92 en '93. Na een vijfde plaats in 1994/95 trad de club aan in de UEFA Cup en verloor daar in de eerste ronde. De volgende zeven seizoenen eindigde de club in de middenmoot en vocht tegen degradatie, een strijd die in 2002 verloren werd.
Na drie opeenvolgende degradaties belandde de club in 2004 in de vierde klasse. Tijdens het seizoen 2005/06 werd de club uitgesloten van de competitie en startte in 2006/07 in de zesde klasse waar de club kampioen werd.
Op 6 mei 2020 werd bekend dat SC Farense, (op dat moment de nummer 2 van de Segunda Liga) tezamen met koploper Nacional, in verband met de maatregelen in verband met de coronacrisis voor het volgende seizoen automatisch naar de Primeira Liga promoveerde. De club was maar kort actief op het hoogste niveau, in het seizoen 2021/22 werd een zeventiende plaats behaald. Hierdoor degradeerde de club direct terug naar het tweede niveau. Twee jaar later werd de club tweede op dit niveau en promoveerde terug naar de Primeira Liga, waar het in 2006-07 voor het laatst actief was.

## Erelijst
- Beker van Portugal

Finalist: 1989/90
- Kampioen 2de klasse

1939/40, 1982/83
- Kampioen van de Algarve

1914/15,1917/18,1921/22,1933/34,1935/36 en 1937/38

## Eindklasseringen
| 3 |

|  |

|  |

| 3 |

| 2 |

| 6 |

| 7 |

|  |

| 6 |

| 4 |

| 6 |

| 1 |

| 1 |

| 3 |

| 5 |

| 2 |

| 3 |

| 7 |

| 5 |

| 14 |

| ? |

| ? |

| ? |

| ? |

| 1 |

| 11 |

| 9 |

| 11 |

| 7 |

| 11 |

| 15 |

| 7 |

| 9 |

| 9 |

| 6 |

| 11 |

| 2 |

| 1 |

| 12 |

| 14 |

| 1 |

| 15 |

| 12 |

| 18 |

| 1 |

| 11 |

| 6 |

| 6 |

| 8 |

| 5 |

| 13 |

| 11 |

| 14 |

| 11 |

| 14 |

| 13 |

| 17 |

| 12 |

| 17 |

| 14 |

|  |

| 1 |

| 1 |

| 4 |

| 4 |

| 12 |

| 1 |

| 1 |

| 10 |

| 11 |

| 20 |

| 3 |

| 2 |

| 10 |

| 2 |

| 17 |

| 11 |

| 2 |

| 10 |

| 17 |

| Primeira Liga | Segunda Divisão/Liga de Honra | Diverse Divisão Niv. 3 | Tercera Divisão Niv. 4 | Reg. Niv. 5 | Reg. Niv. 6 |

Tot 1999 stond de Primeira Liga bekend als de Primeira Divisão. De Segunda Liga kende in de loop der tijd meerdere namen en heet sinds 2020/21 Liga Portugal 2. Ook het 3e niveau kende verschillende namen en heet sinds 2021/22 Liga 3.
| Seizoen   | №  | Clubs | Divisie                | Duels | Winst | Gelijk | Verlies | Doelsaldo | Punten | Tsch  |
| --------- | -- | ----- | ---------------------- | ----- | ----- | ------ | ------- | --------- | ------ | ----- |
| 2014–2015 | 11 | 24    | Segunda Liga           | 46    | 16    | 14     | 16      | 51–54     | 62     | 871   |
| 2015–2016 | 20 | 24    | Segunda Liga           | 46    | 15    | 11     | 20      | 49–56     | 54     | 833   |
| 2016-2017 | 3  | 10/8  | Campeonato de Portugal | 32    | 18    | 8      | 6       | 54-22     | 62     |       |
| 2017-2018 | 2  | 16    | Campeonato de Portugal | 30    | 26    | 3      | 1       | 66-12     | 81     |       |
| 2018–2019 | 10 | 18    | Segunda Liga           | 34    | 11    | 10     | 13      | 39-35     | 43     | 2.437 |
| 2019–2020 | 2  | 18    | Segunda Liga           | 24    | 15    | 3      | 6       | 35-22     | 48     |       |
| 2020–2021 | 17 | 18    | Primeira Liga          | 34    | 7     | 10     | 17      | 31-48     | 31     |       |
| 2021-2022 | 11 | 18    | Segunda Liga           | 34    | 10    | 11     | 13      | 40-42     | 41     |       |
| 2022-2023 | 2  | 18    | Segunda Liga           | 34    | 21    | 6      | 7       | 57-34     | 69     |       |
| 2023-2024 | 10 | 18    | Primeira Liga          | 34    | 10    | 7      | 17      | 46-51     | 37     |       |
| 2024–2025 | 17 | 18    | Primeira Liga          | 34    | 6     | 9      | 19      | 25–46     | 27     |       |

## In Europa
#R = #ronde, T/U = Thuis/Uit, W = Wedstrijd, PUC = punten UEFA coëfficiënten .
Uitslagen vanuit gezichtspunt SC Farense
| Seizoen                                                    | Competitie | Ronde | Land               | Club               | Totaalscore | 1e W    | 2e W    | PUC |
| ---------------------------------------------------------- | ---------- | ----- | ------------------ | ------------------ | ----------- | ------- | ------- | --- |
| 1995/96                                                    | UEFA Cup   | 1R    | Vlag van Frankrijk | Olympique Lyonnais | 0-2         | 0-1 (T) | 0-1 (U) | 0.0 |
| Totaal aantal behaalde punten voor UEFA coëfficiënten: 0.0 |            |       |                    |                    |             |         |         |     |

Zie ook
- Deelnemers UEFA-toernooien Portugal
- Ranglijst van alle clubs die in de diverse Europa Cups zijn uitgekomen

Académico de Viseu · 
Benfica B ·
GD Chaves ·
Farense · 
Feirense ·
Felgueiras ·
União Leiria ·  
Leixões · 
Lusitânia · 
Marítimo · 
Oliveirense · 
Paços de Ferreira ·
Penafiel · 
Porto B ·  
Portimonense · 
Torreense · 
Sporting B ·
FC Vizela